# طراحی ترانسلی
طراحی ترانسلی (به انگلیسی: Transgenerational Design)، عملی است برای سازگار کردن محصولات و محیط‌ها با آن دسته از آسیب‌های فیزیکی و حسی مرتبط با پیری انسان که باعث محدودیت و اخلال در فعالیت‌های اصلی زندگی روزمره می‌شود. اصطلاح طراحی ترانسلی در سال ۱۹۸۶ میلادی توسط استاد طراحی صنعتیِ دانشگاه سیراکیوس، جیمز جی. پیرکل (James J. Pirkl) برای توصیف و شناسایی محصولات و محیط‌هایی است که گسترده‌ترین طیف از کسانی که از آن‌ها استفاده می‌کنند (جوان، پیر، توانا، ناتوان) را بدون آسیب برای هیچ گروهی، در بر می‌گیرند. مفهوم طراحی ترانسلی از درون پروژهٔ تحقیقاتی او که با بودجهٔ فدرال دربارهٔ طراحی برای سالخوردگان انجام می‌شد، با عنوان: «سازگاری‌های طراحی صنعتی: چشم‌اندازی ترانسلی»، پدیدار شد. دو نشریهٔ اصلی پروژه در سال ۱۹۸۸ میلادی اطلاعات دقیقی در مورد فرایند پیری ارائه کردند؛ و باعث ایجاد آگاهی و حساسیت در میان متخصصان طراحی صنعتی و دانشجویان طراحی دربارهٔ واقعیت‌های پیریِ انسان گردیدند و مجموعه‌ای مفید از رهنمون‌ها و استراتژی‌ها را برای طراحی محصولاتی که نیازهای متغیر افراد در هر سن و توانایی را برآورده می‌کند، ارائه کردند.

## بررسی اجمالی
مفهوم طراحی ترانسلی زمینهٔ مشترکی را برای کسانی که متعهد به ادغام سن و توانایی در جمعیت مصرف‌کننده هستند ایجاد می‌کند. اصل اساسی آن این است که افراد، از جمله افراد مسن یا آسیب دیده، از حق برابر برای زندگی در یک جامعهٔ واحد برخوردارند.
عمل طراحی ترانسلی بیان می‌کند که سالخوردگیِ انسان یک فرایند پیوسته و پویا است که از بدو تولد شروع می‌شود و با مرگ خاتمه می‌یابد و در طول فرایند پیری، افراد معمولاً با بروز بیماری‌ها، حوادث و کاهش توانایی‌های فیزیکی و حسی مواجه می‌شوند که به استقلال و سبک زندگی فرد آسیب می‌رساند؛ اما اکثر صدمات، آسیب‌ها و ناتوانی‌ها معمولاً با افزایش سن و تجربهٔ اثرات پیری (پیری بیولوژیکی) اتفاق می‌افتند. چهار واقعیت رابطهٔ متقابل سن با آسیب‌پذیری جسمی و حسی را روشن می‌کند:
1. افراد جوان پیر می‌شوند.
2. افراد جوان می‌توانند ناتوان شوند.
3. افراد پیر ممکن است ناتوان شوند.
4. افراد ناتوان پیر می‌شوند.

در هر موقعیتی، مصرف‌کنندگان از محصولات و خدمات انتظار دارند که سبک زندگی آنها را چه از نظر فیزیکی و چه به صورت نمادین ارتقاء دهند. طراحی ترانسلی بر تأمین نیازهای آنها از طریق آنچه که کیگان و وگل (Cagan and Vogel) «فرایند توسعه محصول ارزش‌گرا» می‌نامند تمرکز دارد. آن‌ها خاطرنشان می‌کنند که یک محصول برای مشتری زمانی ارزشمند تلقی می‌شود که «تأثیری قوی بر سبک زندگی، ویژگی‌های توانمند و ارگونومی معنادار داشته باشد» و در نتیجه محصولاتی «مفید، قابل استفاده و مطلوب» در طول استفادهٔ کوتاه‌مدت و طولانی‌مدت توسط افراد در هر سن و توانایی باشند.ص۳۴
طراحی ترانسلی «به عنوان یک پاسخ آگاهانه از سوی بازار به پیری جمعیت است که نیاز به محصولات و محیط‌هایی را برآورده می‌کند که هم برای افراد جوان و هم افراد مسن که در یک محیط زندگی و کار می‌کنند، قابل استفاده است».ص۱۶

## فواید
طراحی ترانسلی با ایجاد پیوندی هماهنگ بین محصولات و مصرف‌کننده، برای همه سنین و توانایی‌ها سودمند خواهد بود. این فواید عوامل روانشناختی، فیزیولوژیکی و جامعه‌شناختی درخواستی (و پیش‌بینی‌شده) کاربران در هر سن و توانایی را شامل و آن‌ها را برآورده می‌کند: ص۳۲
- ایمنی (Safety)
- آسایش (Comfort)
- راحتی (Convenience)
- قابلیت استفاده (Usability)
- ارگونومی (Ergonomics)
- تطابق با شرایط محیط (Accommodation)

طراحی ترانسلی به تک تک عناصر می‌پردازد و نیاز کاربر را (صرف‌نظر از سن یا توانایی) با ارایهٔ سهولت استفادهٔ نامحدود و همدردی در خور، فراهم می‌کند. چنین طرح‌هایی با ارایهٔ گزینه‌های گسترده‌تر و انتخاب‌های بیشتر، دسترسی بیشتری را فراهم می‌کنند، در نتیجه استقلال فرد را حفظ و گسترش داده و کیفیت زندگی را برای همه سنین و توانایی‌ها (بدون هیچ هزینه‌ای برای گروه) افزایش می‌دهند.
طرح‌های ترانسلی به اصلاح تبعیض، ترحم و اَنگ اجتماعی می‌پردازند؛ آنها این امر را توسط رعایت موارد زیر انجام می‌دهند:
- پل زدن بین مراحل زندگی.
- پاسخگویی به گسترده‌ترین طیف تفاوت‌های فردی.
- کمک به افراد برای حفظ کار و استقلال.
- سازگاری با تغییر نیازهای حسی و فیزیکی.
- حفظ کرامت و عزت نفس.
- فرد را قادر می‌سازند تا ابزار مناسب را برای انجام فعالیت‌های روزمره انتخاب کند.

## تاریخچه

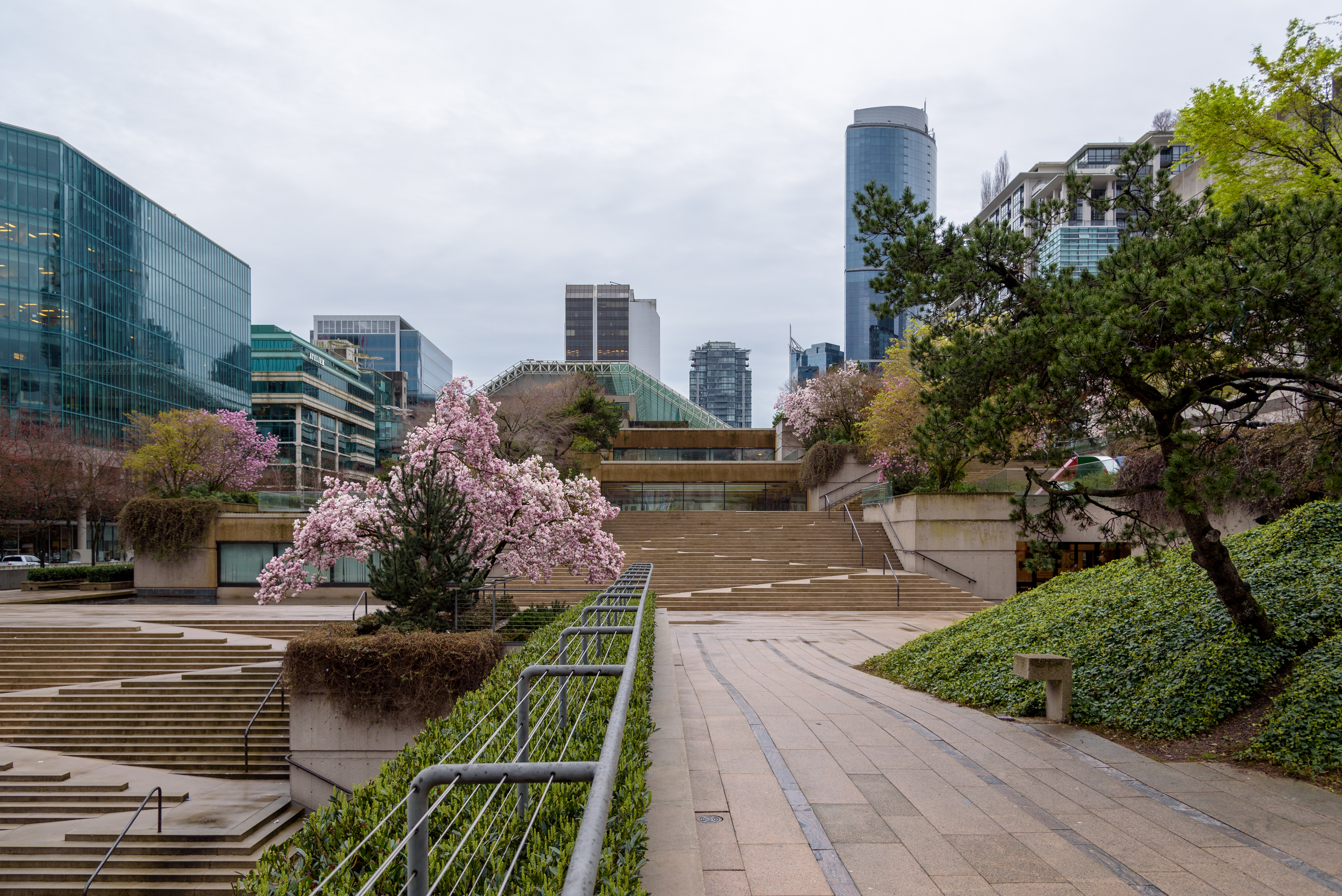
نمونه‌ای از طراحی بدون مانع (Barrier Free Design)، ترکیبی از پلکان و رمپ در میدان رابسون، ونکوور/کانادا

طراحی ترانسلی در اواسط دههٔ ۱۹۸۰ میلادی همزمان با مفهوم طراحی جهانی، در نتیجهٔ جنبش حقوق معلولین و پیشتر از مفاهیم طراحی بدون مانع (Barrier Free Design) ظهور کرد. در مقابل، رشد طراحی ترانسلی از زمان قانون تبعیض سنی ۱۹۷۵ میلادی که ممنوعیت «تبعیض بر اساس سن در برنامه‌ها و فعالیت‌های دریافت‌کنندهٔ کمک‌های مالی فدرال»، (یا مستثنی کردن، انکار یا ارایهٔ خدمات مختلف یا کمتر بر اساس سن)، آغاز شد. تعلق سیاسی و بحث بر سر اصلاحات قانون ۱۹۷۸ میلادی، که بازنشستگی اجباری را در ۶۵ سالگی لغو کرد، و تزریق آن به جریان اصلی آگاهی اجتماعی، مسائل مربوط به سالمندی را به یکی از دغدغه‌های اصلی سیاست‌گذاری عمومی تبدیل کرد.

## زمینه
در آغاز دههٔ ۱۹۸۰ میلادی، مسن‌ترین اعضای جامعه که در دوران رکود بزرگ به سن بلوغ رسیده بودند، با نسلی از بیبی بومرها (Baby Boomers) جایگزین شدند و مداوم به میان‌سالی و به آستانهٔ بازنشستگی نزدیک شدند. افزایش تعداد آنها حاکی از تغییرات عمیق جمعیتی در پیش‌رو است که به‌طور پیوسته سالخوردگی جمعیت را در سراسر جهان گسترش می‌دهد.
پیشرفت‌ها در تحقیقات پزشکی همچنین تصویر سالمندی را تغییر داد [از یک مشکل اجتماعی بیماری، فقر و سالخوردگی، که راه‌حل‌های آن به سیاست‌گذاری عمومی بستگی دارد] تا واقعیت در حال ظهور سالخوردگی جمعیت فعال که نیرو، منابع و زمان برای به‌کارگیری هر دو را دارد.
رسانه‌ها، سیاست‌های عمومی و برخی نهادها در واکنش به آگاهی روزافزون مردم، پیامدهای قریب‌الوقوع را تشخیص دادند. مجلات تایم و نیوزویک اخبار روی جلد خود را به «خاکستری شدن آمریکا» اختصاص دادند. ایستگاه‌های رادیویی محلی شروع به جایگزینی قالب‌های موسیقی راک اند رول خود با موسیقی برای سلایق بالغ‌تر کردند. مجامع دانشگاهی (داو جونز و شرکت، شرکت انتشاراتی) شمارهٔ پاییز ۱۹۸۲ میلادی خود را به‌طور کامل به مقالاتی در مورد نیروی کار سالخورده اختصاص داد. کنفرانس ملی پژوهشی فن‌آوری و سالمندی، و دفتر ارزیابی فن‌آوری مجلس نمایندگان ایالات متحدهٔ آمریکا، یک بررسی عمده از تأثیر علم و فناوری بر آمریکایی‌های مسن‌تر را آغاز کرد.
در سال ۱۹۸۵ میلادی، موقوفهٔ ملی هنرها، ادارهٔ کل سالمندی (AOA)، ادارهٔ کل خانهٔ کشاورز و وزارت مسکن و توسعهٔ شهری ایالات متحدهٔ آمریکا توافقنامه‌ای را برای بهبود ساختمان، منظر، محصول و طراحی گرافیک برای آمریکایی‌های مسن امضا کردند که شامل برنامه‌های کاربردی تحقیقاتی جدید می‌شد. برای دوران سالمندی که پتانسیل استفاده از محصولات را برای افراد مسن را سهل‌تر و در نتیجه جذاب‌تر و سودآورتر می‌کند.

## توسعه
در سال ۱۹۸۷ میلادی، با شناخت پی‌آمدهای سالخوردگی جمعیت، دپارتمان طراحی دانشگاه سیراکیوس، مرکز پیری‌شناسی تمام-دانشگاهی، و مرکز توسعهٔ آموزشی، پروژه‌ای میان‌رشته‌ای به نام «سازگاری‌های طراحی صنعتی: چشم‌اندازی ترانسلی» را آغاز و با یکدیگر همکاری کردند. این پروژهٔ یک ساله که توسط یک کمک مالی فدرال حمایت می‌شد، به واسطهٔ ممارست حرفه‌ای طراحی صنعتی به اساس علوم پیری‌شناسی تبدیل شد.
این پروژه «سه جنبهٔ پیری را عوامل روانشناختی، فیزیولوژیکی و جامعه‌شناختی تعریف کرد؛ و مسئولیت طراح را به دغدغه‌های زیبایی‌شناختی، فن‌آوری و انسان‌گرایانه تقسیم کرد». رابطهٔ متقابل قوی بین جنبه‌های فیزیولوژیکی پیری و جنبه‌های انسان‌گرایانهٔ طراحی صنعتی، آموزش پروژه را بر دسته‌بندی جنبه‌های فیزیولوژیکی پیری به عوامل: حسی و فیزیکی بینایی، شنوایی، لامسه و حرکت، متمرکز کرد. این رابطهٔ متقابل به یک سری جداول مرجع ترجمه شد که ارتباط خاص با عوامل فیزیکی و حسی مرتبط با پیری داشت و نتایج حاصل در مجموعهٔ دستورالعمل‌های طراحی به صورت زیر گنجانده شد:
- طراحان و دانشجویان طراحی را نسبت به فرایند پیری حساس کنید.
- دانش مقتضی را دربارهٔ این فرایند به آن‌ها ارائه دهید.
- نیازهای در حال تغییر جمعیت ترانسلی ما را برآورده کنید.

این پروژه، دو کتابچهٔ راهنمای آموزشی را تولید و منتشر کرد (یکی برای مدرسان و دیگری برای متخصصان طراحی) که هر کدام شامل مجموعه‌ای دقیق از «دستورالعمل‌ها و استراتژی‌های طراحی برای طراحی محصولات ترانسلی» است. تحت شرایط کمک هزینه، کتابچه‌های آموزشی برای تمام برنامه‌های دانشگاهی طراحی صنعتی که توسط انجمن ملی دانشکده‌های هنر و طراحی (NASAD) به رسمیت شناخته شده بود، در ایالات متحدهٔ آمریکا توزیع شد.

## گاه‌شمار
- ۱۹۸۸ میلادی: به نظر می‌رسد که اصطلاح "طراحی ترانسلی" برای اولین بار توسط شرکت بریستول-مایرز در گزارش سالانهٔ خود اشاره و به رسمیت شناخته شده‌است؛ این گزارش بیان می‌کند: «به نظر می‌رسد در برخی زمینه‌ها، گرایش به طراحی ترانسلی رو به افزایش است»، با اشاره به این که «طراحی ترانسلی مزیت بیشتری در دور زدنِ اَنگ و برچسب "قدیمی بودن" دارد.»[۱۴]
- ۱۹۸۹ میلادی: نتایج پروژهٔ کمک مالی فدرال در سال ۱۹۸۷ میلادی برای اولین بار در کنفرانس ملی، اکتشاف: نوآوری‌های تکنولوژیکی برای جمعیت سالخورده ارائه شد، که تا حدی توسط انجمن بازنشستگان آمریکا (AARP) و مؤسسه ملی کهنسالی (NIA) حمایت شد.[۱۵] این اقدامات بر «تلاش‌های فعلی برای رسیدگی به تأثیر فن‌آوری و سالخوردگی جمعیت، شناسایی مسائل و مشکلات با تأثیر بالا، ایده‌های نوآورانه و راه‌حل‌های بالقوه» متمرکز بود.
- همچنین در سال ۱۹۸۹ میلادی مجلهٔ طراحی ژاپنیِ دیزاین نیوز (Design News)، «مفهوم جدید طراحی ترانسلی (برای) رویارویی با نیازهای جمعیت سالخورده و استراتژی آن» را معرفی کرد و بیان کرد که «تأثیر آن به زودی توسط همه مؤسسات جهانی احساس خواهد شد» و «روش فعلی تمرین و آموزش طراحی صنعتی را تغییر خواهد داد».[۱۶]
- ۱۹۹۰ میلادی: شرکت اُکسو (OXO) اولین گروه از ۱۵ ابزار آشپزخانهٔ دستگیره‌های خوب (Good Grips) را به بازار ایالات متحدهٔ آمریکا معرفی کرد. «این ابزارهای ترانسلی با طراحی-ارگونومیک، استاندارد جدیدی را برای صنعت ایجاد کردند و انتظارات مصرف‌کننده را برای سهولت و عملکرد محصول، بالا بردند».[۱۷] سم فاربر (Sam Farber)، بنیان‌گذار اُکسو، اظهار داشت که «گرایش‌های جمعیتی، محصولات ترانسلی را می‌طلبد؛ محصولاتی که در طول زندگی برای شما مفید خواهند بود» زیرا «با پیش‌بینی تجربهٔ کامل کاربر، عمر محصول و مواد آن را افزایش می‌دهد.»[۱۸]
- ۱۹۹۱ میلادی: شمارهٔ پاییز مجلهٔ مدیریت طراحی به موضوع «طراحی مسئولانه» پرداخت و مفهوم طراحی ترانسلی را در مقالهٔ «طراحی ترانسلی: استراتژی که زمان آن فرا رسیده‌است» معرفی کرد. مقاله، شرح منطق و نمونه‌هایی از محصولات ترانسلی اولیه را ارائه می‌کند و «بینش‌هایی دربارهٔ منطق و مزایای چنین رویکرد ترانسلی» ارائه می‌کند.[۱۹]
- ۱۹۹۳ میلادی: شمارهٔ سپتامبر تا اکتبر مجلهٔ انجمن بازنشستگان آمریکا (AARP) مفهوم طراحی ترانسلی را در مقاله‌ای ویژه به نام «این خانهٔ جسورانه» (This Bold House) در معرض دید خوانندگان قرار داد و مفهوم، جزئیات و مزایای یک خانهٔ ترانسلی را توصیف کرد. این مقاله خاطرنشان کرد که «دستگیره‌های آسان، آستانه‌های تختِ درها، و روشویی‌های با ارتفاع قابل تنظیم تنها سرآغازی برای در دستیابی‌پذیرترین خانه‌های جهان هستند» و آن‌ها برای خانواده‌ها در هر سن و توانایی با «آنچه در تمام زندگی خود می‌خواهند و به آن نیاز دارند» را فراهم خواهند کرد.[۲۰]
- در نوامبر، مفهوم طراحی ترانسلی جهت معرفی به جامعهٔ طراحی اروپا در سمپوزیوم‌های بین‌المللی با عنوان «طراحی برای خودِ آیندهٔ ما»، در کالج سلطنتی هنر در لندن و مؤسسهٔ طراحی هلند (Netherlands Design Institute) در روتردام برگزار شد.
- ۱۹۹۴ میلادی: کتاب «طراحی ترانسلی: محصولات برای جمعیت سالخورده» (جیمز جی. پیرکل، ۱۹۹۴ میلادی)، را شاید می‌توان به عنوان محرک اصلیِ پذیرش و گسترش مفهوم طراحی ترانسلی در نظر گرفت. این کتاب اولین محتوای تخصصی و نمونه‌های عکاسی از محصولات و محیط‌های ترانسلی را ارائه کرد، و «راهبردهای عملی در پاسخ به سالخوردگی جمعیت، همراه با نمونه‌های مطالعهٔ موردی مبتنی بر استفاده از درک بهتر قابلیت‌های مرتبط با سن» را ارائه کرد.[۹] این طرح مفهوم طراحی ترانسلی را به جوامع طراحی و پیری‌شناسی بین‌المللی معرفی کرد، ایدهٔ مرسوم «حمایت محیطی» را به محیط محصول گسترش داد، همین‌طور جرقهٔ بحث‌های علمی و مقایسه با سایر مفاهیم نوظهور را برانگیخت: «طراحی جهانی، طراحی برای همه، طراحی فراگیر (Inclusive Design)، و فن‌آوری‌پیری (Gerontechnology)».
- ۱۹۹۵ میلادی: مفهوم طراحی ترانسلی در اولین «مجموعهٔ سخنرانی‌های میهمان بین‌المللی توسط کارشناسان جهانی» ارائه شد، که توسط شبکهٔ طراحی اروپایی برای پیری (DAN) به‌طور متوالی در پنج سمپوزیوم بین‌المللی با عنوان «طراحی برای خودِ آیندهٔ ما» برگزار شد: کالج سلطنتی هنر، لندن، ۱۵ نوامبر؛ دانشگاه فن‌آوری آیندهوون، آیندهوون، ۱۶ تا ۱۹ نوامبر؛ موسسهٔ طراحی هلند، آمستردام، ۲۱ نوامبر؛ دانشگاه هنر و طراحی، هلسینکی، ۲۳ تا ۲۵ نوامبر و دانشکدهٔ ملی هنر و طراحی، دوبلین، ۲۶ تا ۲۹ نوامبر.
- ۲۰۰۰ میلادی: «خانهٔ ترانسلی: مطالعهٔ موردی در طراحی و ساخت و ساز در دسترس»، ماه ژوئن در «طراحی برای قرن ۲۱: کنفرانس بین‌المللی برای طراحی جهانی» ارائه شد؛ که در دانشکدهٔ هنر و طراحی رود آیلند، پراویدنس برگزار شد.
- ۲۰۰۷ میلادی: استانداردهای گرافیک معماری، منتشر شده توسط مؤسسهٔ معماران آمریکا که معمولاً به عنوان «انجیل معماران» شناخته می‌شود، مطالعهٔ موردی «خانهٔ ترانسلی» را در بخش «طراحی فراگیر» ارایه کرد. این مطالعه که به عنوان «کاوش پیچیده در مورد اینکه چگونه اجرای تفکر دقیق می‌تواند محیط زندگی ایجاد کند که به‌طور یکسان به جوانان و پیران در طی نسل‌ها خدمت کند» توصیف می‌شود، این مطالعه شامل طرح‌هایی برای چیدمان اتاق، آشپزخانه، لباس‌شویی، حمام اصلی، روشویی با ارتفاع قابل تنظیم و دوش رول-این (Roll-in) [دوش‌های رول-این برای افرادی طراحی شده‌اند که می‌توانند مستقیماً با استفاده از ویلچر دوش، داخل شوند] است.[۲۱]
- ۲۰۱۲ میلادی: گسترش طراحی ترانسلی باعث کاهش تمایل به ارتباط سن و ناتوانی را با کمبود، زوال و بی‌کفایتی شده‌است و همین‌طور باعث جلب توجه بازار به سالخوردگی جمعیت و واکنش آن نسبت به نیاز برای محیط‌های زندگی و کار مورد استفادهٔ جوانان و سالمندان که در آن به‌طور همزمان زندگی و کار می‌کنند، شده‌است.[۲۲]

در ادامهٔ ظهور به عنوان یک استراتژی رو به رشد برای توسعهٔ محصولات، به گونه‌ای که خدمات و محیط‌هایی برای افراد در هر سن و توانایی را در خود جای دهند، "طراحی ترانسلی توسط شرکت‌های بزرگی مانند: اینتل، مایکروسافت و کداک اتخاذ شده‌است" که "به توسعهٔ محصول به همان شیوه نگاه می‌کنند، به گونه‌ای که طراحی محصولات را برای افراد دارای اختلالات بینایی، شنوایی و جسمی انجام دهند» تا افراد در هر سنی بتوانند از آن‌ها استفاده کنند.
بحث‌های بین طراحان و بازاریابان نشان می‌دهد که طراحی موفقیت‌آمیز ترانسلی نیازمند «توازن صحیح کار تحقیقاتی اولیه، تجزیه و تحلیل یکپارچهٔ عوامل انسانی، کاوش گسترده در طراحی، آزمایش‌ها و تفکر زیاد جهت کسب حقیقت» و اینکه «طراحی ترانسلی برای هر شرکت تولیدکنندهٔ محصولات مصرفی قابل اجرا است - از تولیدکنندگان لوازم خانگی گرفته تا شرکت‌های الکترونیک، سازندگان مبلمان، آشپزخانه و حمام و شرکت‌های اصلی محصولات مصرفی».